# Museo del Herraje de Palazuelos
A escasos veinticinco metros de la herrería de la Villa de Palazuelos (Guadalajara) España. Se encuentra el Museo del Herraje, en una casa cuya antigüedad data de 1856, según consta en la fachada de la misma y que se encuentra rubricada con la identificación del maestro albañil que ejecutó la construcción de la misma.
Esta vivienda rural, que sufrió las divisiones por herencia en sucesivas generaciones, y actualmente figura con el número 16 de la Calle San Roque. Desde que fue adquirida por el actual propietario y creador del museo, Anselmo del Olmo, en el año 1979, ha sido necesario realizar diversas restauraciones tanto en su exterior como en el interior, debido a estar en avanzado estado de deterioro. En todo momento ha prevalecido el respeto hacia la construcción primitiva, manteniendo las originales puertas de acceso con todo su herraje, el solado del portal con baldosas de piedra, las vigas de madera en los techos, el yeso y la piedra vista en las paredes interiores.
En el llamado portal de la casa, se encuentra la exposición de piezas y útiles que el Artesano de la Villa realizaba o bien utilizaba para su trabajo cotidiano. Primitivo Muñoz, fue el último herrero que ostentó la titularidad de la herrería. Procedía de la cercana localidad de El Atance, donde sus antepasados y familiares pertenecían ya al mismo gremio.
La herrería era, como es ahora el taller para los automóviles, el punto de paso obligado para periódicamente  calzar a los animales de carga y arrastre, encargar o reparar la cerradura de la puerta, los clavos para ensamblar los muebles o vigas, etc.. En nuestro pueblo, la ubicación de la herrería, era privilegiada, situada en la Puerta de la Villa, orientación al Saliente, en un bello rincón al comienzo del Camino de Sigüenza.
Quizás por esa proximidad actual con la ya abandonada herrería. Quizás el haber visto al Sr. Primitivo calzar las mulas, algunas de ellas con el arcial puesto y atadas las patas para evitar ser coceado. Quizás la desaparición del arte de herrero del pueblo, con sus trabajos personalizados, movió a rescatar de la herrumbre, escombreras y olvidados en los rincones de las casas, todo aquello que representa la historia de una profesión cargada de arte.
La muestra ofrece dentro de lo reducido del espacio disponible lo más representativo de la Villa y su entorno. Una recopilación de piezas, útiles y herramientas con la que mostrar a las nuevas y futuras generaciones un arte que durante muchos años ha prestado grandes servicios en el campo de la construcción y el equipamiento.

## Herramientas
Las principales herramientas para desarrollar el herrero su trabajo son: la fragua con su fogón y fuelle soplador que permite activar el fuego para calentar los metales que después han de recibir distintas formas con el martillo en el yunque. El pujavante o cuchilla con mango que se utiliza para rebajar el casco de los animales y colocarles la herradura. La tenaza, el berbiquí, y como protección personal, el delantal de cuero de cabra y las gafas que protegen el cuerpo del calor y las chispas del fuego.
En útiles y herramientas, el herrero, además de dar la forma  apropiada, templa el corte de la herramienta, haciéndolo pasar del rojo incandescente cuando lo tiene sometido al fuego de la fragua a un recipiente de agua fría.

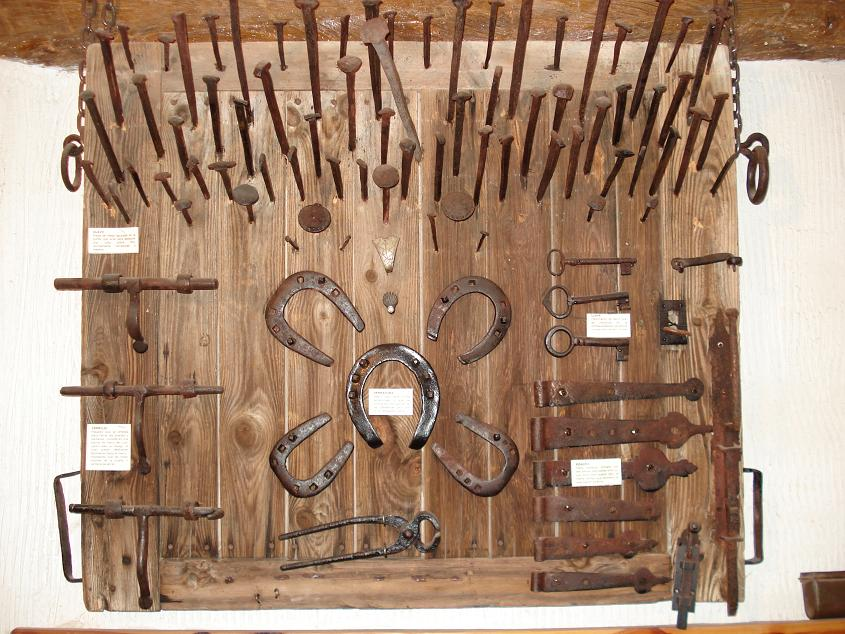
Herraduras, clavos y herrajes.
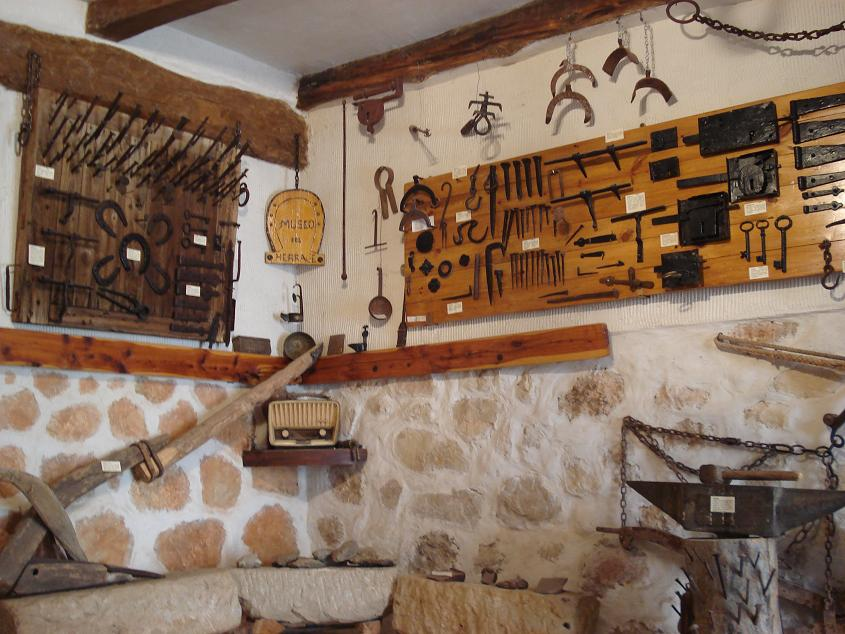
Piezas y útiles fabricados artesanalmente en la fragua.
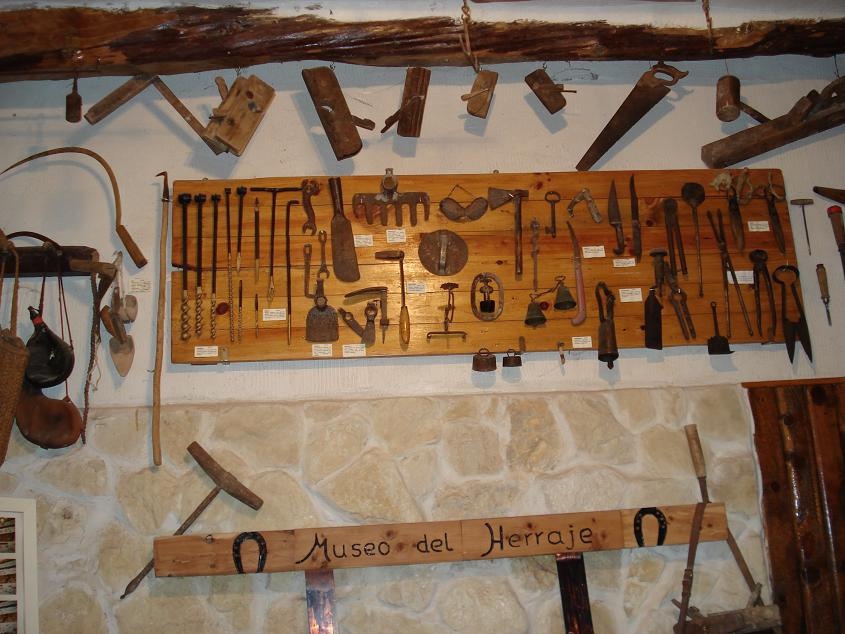
Herramientas.

## Piezas expuestas
Así en esta exposición pueden verse 
- herraduras de distintos tamaños con sus característicos clavos, que el artesano disponía en su taller y, posteriormente, según la calza del animal, los adaptaba in situ.
- Cerraduras de tamaño apropiado a la puerta a cerrar, con su llave hueca o maciza, y el ojo que solo permite el paso de su llave
- Bisagras y pasador, cerrojos, también  a juego con el tamaño de la puerta. Esta última pieza es usada principalmente en interiores y consiste en una barrita de hierro en cuyo centro sale un mango que se desliza hacia el cerco de la puerta, impidiendo que las hojas móviles de las puertas y ventanas se abran.
- clavos en longitud y grosor al uso, que unían tablas, cuartones y vigas de madera, y cuando la ocasión lo requería, la cabeza visible tenía formas artísticas, como podemos apreciar en algunas puertas, sobre todo de exterior.
- todo el equipamiento de las viviendas con sus hermosas rejas en los ventanales e inmensas balconadas, escarpias, morillos, tenazas, tiradores, empegas y cepos.
- el arado de hierro, que pasó a sustituir al arado romano de madera y que al resultar más pesado, le incorporaron ruedas para su traslado. Está formado a su vez por la reja o barrón que abre la tierra, orejeras que dan anchura al surco, cama – brocal – timón de donde tiran los animales y la esteba que sirve de guía.
- la romana, aparato de medida de peso, que el herrero debía calibrar con precisión, creando distintos modelos apropiados al uso que se destinan.